# Katarina de' Medici
Katarina de Medici (* Firenza, 13. travnja 1519. - † Blois, 5. siječnja 1589.), talijanska plemkinja i francuska kraljica.
Kći je urbinskog vojvode Lorenza II., a godine 1533. udala se za francuskog kralja Henrika II. Prvi se put politički jače angažirala kao regentica za svoga mlađeg sina Karla IX. Kako bi sinu sačuvala krunu, nastojala je u tijeku vjerskih borbi u Francuskoj uspostaviti političku ravnotežu između katolika i hugenota, održavajući istodobno dobre odnose sa Španjolskom. Kad je utjecaj španjolskog protivnika, hugenota admirala de Colignyja, na njezina sina prijetio da će poremetiti njezine planove u pitanjima vanjske i unutarnje politike, organizirala je 1572. godine pokolj hugenota (Bartolomejska noć).

## Životopis
Katarina de Medici je bila kći urbinskog vojvode i vladara Republike Firence - Lorenza II. Medicija (1492. – 1519.) i francuske plemkinje Madeleine de La Tour d'Auvergne (1495. – 1519.). Oba roditelja su joj umrla nekoliko nedjelja poslije njenog rođenja (majka 28. travnja, a otac 4. svibnja) Od njih je nasljedila titule kontese d'Auvergne i vojvotkinje Urbina. Odrasla je na medicejskom dvoru u Firenci (Italija).
Udala se za Vojvodu Henrika od Orleana, budućeg kralja Francuske Henrika II. - 1533. sa samo 14 godina. Kraljica Francuske postala je 1547. godine. Prvih deset godina, ona i Henrik nisu imali djece, a nakon tog rodila je devetoro djece kao na traci, od kojih su posljednje dvije blizanke (Jeanne i Viktorija) umrle kao novorođenčad. Tri posljednja francuska kralja iz dinastije Valois; Franjo II.(1559. – 1560.), Karlo IX. (1560. – 1575.) i Henrik III. (1575. – 1589.), bili su sinovi Katarine de Medici.
Njena najstarija kćer Elizabeta Valois, postala je žena španjolskog kralja Filipa II., a najmlađa preživejla kći, Margareta (poznata kao kraljica Margo), udala se za hugenota Henrika od Navare, koji će kasnije postati francuski kralj Henrik IV.
Sva njena djeca, osim Margarete, bila su boležljiva, tako da je ona nakon smrti svoga muža 1559. četiri godine vladala nominalno kao regent svog sina Karla IX. i bila de jure vladar Francuske, ali se to praktički produžilo do kraja njegove vladavine 1574. godine.
Nakon čitanja Nostradamusovog almanaha za 1555., u kome se spominjala opasnost za kraljevsku porodicu, postala je njegov veliki štovatelj. Pozvala ga je u Pariz da izradi horoskope za nju i njenu djecu, i dala mu je položaj kraljevog savjetnika i liječnika.
Za vrijeme vladavine Katarina de Medici, 24. kolovoza 1572., u Parizu i širom Francuske odigrao se masakr hugenota, poznat kao Bartolomejska noć. Za njeno doba se smatralo da je Katarina de Medici direktno odgovorna za pokolj. Ona se javno trudila da se distancira od ovog masakra i od vjerskog rata koji je nakon tog nastao. Sve vrijeme na vlasti nastojala je održati autoritet kraljevske vlasti u uvjetima kaosa građanskog rata između katolika i hugenota.
Nakon 1580., kad je na francusko prijestolje stupio njen mlađi sin Henrik III., njen utjecaj na dvorsku politiku je brzo opao.
Pored vladarske i političke uloge, Katarina de Medici bila je poput ostalih Medicija veliki mecena umjetnosti, tako da je pomogla da se renesansa iz njene rodne Toskane raširi po Francuskoj.
Zbog njene uloge u krvoproliću tijekom Bartolomejske noći, nastale su legende o njoj u kojima se prikazuje kao praktičarka astrologije i crne magije. Međutim, sa sigurnošću se zna da je vjerovala u proročanstva i da je koristila Nostradamusove astrološke usluge, kao i to da se bavila talismanskom magijom. Također, na svom je dvoru u Firenci okupljala veći broj astrologa i čarobnjaka.